# Премія Генріха Кляйста
Премія Генріха Кляйста (нім. Kleist-Preis) — німецька щорічна літературна премія.
Заснована в 1911 році з нагоди 100-річчя з дня смерті Генріха фон Кляйста, відомого німецького драматурга, поета і прозаїка. Серед засновників премії було чимало видатних представників культури Німеччини, зокрема О. Брам, М. Гарден, Р. Гофмансталь, Ріхард Демель, Р. Зудерман, Ф. Маутнер, В. Ратенау, М. Райнгардт, А. Шніцлер та інші.
Премія Генріха Кляйста стала найпрестижнішою літературною премією Веймарської республіки. Перше вручення відбулося 1912 року. Премія вручалася до приходу до влади в Німеччині нацистів у 1933 році.
1985 року, після більш ніж півстолітньої перерви, премію знову почали присуджувати за найкращі літературні твори німецькомовних авторів з метою підтримки нових оригінальних талантів. З 1994 по 2000 рік нагородження проводилося раз на два роки.
Під час присудження премії Генріха Кляйста лауреату вручають грошову нагороду у розмірі € 20 000.

## Неповний список лауреатів премії Генріха Кляйста
- 1912 — Герман Бурте і Райнхард Зорге[en]
- 1913 — Герман Ессіг і Оскар Льорке[ru]
- 1914 — Герман Ессіг і Фріц фон Унру[ru]
- 1915 — Роберт Мішель і Арнольд Цвейг
- 1916 — Генріх Лерш і Агнес Мігель[ru]
- 1917 — Вальтер Газенклевер
- 1918 — Леонгард Франк і Пауль Цех[ru]
- 1919 — Курт Гейніке[ru]
- 1920 — Ганс Генні Янн[ru]
- 1921 — Пауль Гурк
- 1922 — Бертольт Брехт
- 1923 — Роберт Музіль і Вільгельм Леман
- 1924 — Ернст Барлах
- 1925 — Карл Цукмаєр
- 1926 — Александр Лернет-Холеніа[ru] і Альфред Нойман
- 1927 — Герхард Менцель і Ханс Майзель
- 1928 — Анна Зегерс
- 1930 — Рейнгард Герінг
- 1931 — Еден фон Хорват і Ерік Регер
- 1932 — Ельза Ласкер-Шюлер і Ріхард Біллінґер

- 1985 — Александр Клуґе
- 1986 — Діана Кемпф
- 1987 — Томас Браш[ru]
- 1988 — Ульріх Горстман[en]
- 1990 — Гайнер Мюллер
- 1991 — Гастон Сальваторе[en]
- 1992 — Моніка Марон[en]
- 1993 — Ернст Яндль
- 1994 — Герта Мюллер
- 1998 — Дирк фон Петерсдорф
- 2001 — Юдіт Германн
- 2002 — Мартін Мозебах
- 2003 — Альберт Остермаєр
- 2004 — Еміне Севгі Оздамар[ru]
- 2006 — Даніель Кельман
- 2007 — Вільгельм Генаціно[ru]
- 2008 — Макс Гольдт[en]
- 2009 — Арнольд Штадлер[en]
- 2010 — Фердінанд фон Шірах
- 2011 — Сивілла Левічарофф
- 2012 — Навід Кермані[en]
- 2013 — Катя Ланге-Мюллер[en]
- 2014 — Марсель Баєр
- 2015 — Моніка Рінк
- 2016 — Тавада Йоко
- 2017 — Ральф Ротманн
- 2018 — Крістоф Рансмайр[1]
- 2019 — Ільма Ракуза[2]
- 2020 — Клеменс Зец (нім.[de])
- 2022 — Естер Кінскі (нім.[de])
- 2023 — Томас Кунст